# Альфред Гуткнехт
Генріх Теодор Альфред Гуткнехт (нім. Heinrich Theodor Alfred Gutknecht; 20 червня 1888, Бісмарк — 12 листопада 1946, Берлін) — німецький офіцер, генерал-майор вермахту (1 липня 1942).

## Біографія
19 березня 1908 року вступив у Саксонську армію. 24 квітня 1914 року відбув у Німецьку Південно-Західну Африку. Учасник Першої світової війни. 28 листопада 1917 року потрапив у британський полон. 21 листопада 1919 року звільнений. 9 січня 1920 року вступив у поліцію. 16 березня 1936 року перейшов у вермахт.
З 6 жовтня 1936 року — в генштабі командування 1-го армійського корпусу, з 22 серпня 1939 року — в штабі 3-ї армії. Учасник Польської кампанії. З 3 жовтня 1939 року — в штабі командування прикордонної ділянки «Північ». З 5 березня 1940 року займав різні посади в автомобільній промисловості як вищий офіцер. З 20 вересня 1942 року — вищий командир автомобільних частин у Франції.
29 серпня 1944 року взятий в полон союзниками. З 5 вересня утримувався в таборі Трент-парк в Англії. 25 жовтня відправлений у США, утримувався в таборі Клінтон в окрузі Гіндс. В 1945 році лікувався в психіатричній лікарні в Окмалгі. В квітні 1946 року повернувся в Німеччину. Наклав на себе руки.

## Нагороди
- Залізний хрест 2-го і 1-го класу
- Ганзейський Хрест (Бремен)
- Нагрудний знак «За поранення» в чорному
- Колоніальний знак
- Почесний хрест ветерана війни з мечами
- Медаль «За вислугу років у Вермахті» 4-го, 3-го, 2-го і 1-го класу (25 років)
- Медаль за участь у Європейській війні (1915—1918) з мечами
- Пам'ятна військова медаль (Угорщина) з мечами
- Пам'ятна військова медаль (Австрія) з мечами
- Застібка до Залізного хреста 2-го і 1-го класу